# Preferenza per la liquidità
In macroeconomia, viene definita preferenza per la liquidità la teoria di John Maynard Keynes sulla moneta e sul tasso di interesse.

## La teoria
Nella teoria neoclassica, il tasso di interesse rappresenta il "premio per il risparmio", ma questa variabile non viene presa in considerazione nella teoria monetaria di Keynes, riconducibile alla teoria quantitativa della moneta di Irving Fisher. Nella teoria quantitativa, infatti, la moneta è vista solo nella sua funzione di "intermediario degli scambi". Il tasso di interesse è determinato nel cosiddetto mercato delle merci, ove vengono scambiati risparmio e investimento. Nella cosiddetta versione di Cambridge della teoria quantitativa della moneta, viene introdotto il movente "precauzionale" che soggiace alla preferenza per la liquidità: gli individui desidereranno mantenere moneta in forma liquida in maniera proporzionale rispetto alla propria ricchezza, per poter far fronte ad acquisti futuri. Questa versione della teoria quantitativa è detta versione in termini "di stock" (non "di flussi", come è invece per la teoria fisheriana), in quanto si riferisce alla quantità di moneta che gli individui intendono possedere in forma liquida in un determinato momento. Entra in gioco, quindi, la funzione della moneta di "riserva di valore".
Secondo Keynes, che tratta approfonditamente questo argomento nel capitolo 15 della sua Teoria generale dell'occupazione, dell'interesse e della moneta, Gli incentivi psicologici e commerciali alla liquidità (ma lo introduce nel capitolo 13, La teoria generale del tasso di interesse), il tasso di interesse non è il "premio per il risparmio" o, in altri termini, "per l'astensione dal consumo abituale", ma, piuttosto, esso rappresenta il costo-opportunità di detenere la moneta in forma liquida (tesoreggiamento), piuttosto che utilizzarla per acquistare titoli, immobili o altre attività (finanziarie o reali) fruttifere. La scelta tra i due modi di conservare la ricchezza è, quindi, determinata dal livello del tasso di interesse. Alle motivazioni transattiva e precauzionale, Keynes aggiunge quella speculativa, volta a ottenere il massimo vantaggio dalla suddivisione della propria ricchezza tra liquidità e le varie attività finanziarie e reali disponibili sul mercato.
La preferenza per la liquidità aumenta al diminuire del tasso di interesse, secondo Keynes. Un abbassamento del tasso di interesse infatti, fa preferire la liquidità per due motivi: in primo luogo, si preferisce detenere moneta per approfittare di un possibile aumento del tasso in futuro; in secondo luogo, si preferisce detenere moneta per evitare le perdite patrimoniali derivanti dal fatto che quando il tasso di interesse aumenta, il valore dei titoli diminuisce. L'offerta di moneta è determinata esogeneamente: essa cioè è determinata dalle autorità monetarie. Il tasso di interesse di equilibrio è quello che rende pari offerta e domanda di moneta.

## L'inefficacia della politica monetaria e la "trappola della liquidità"

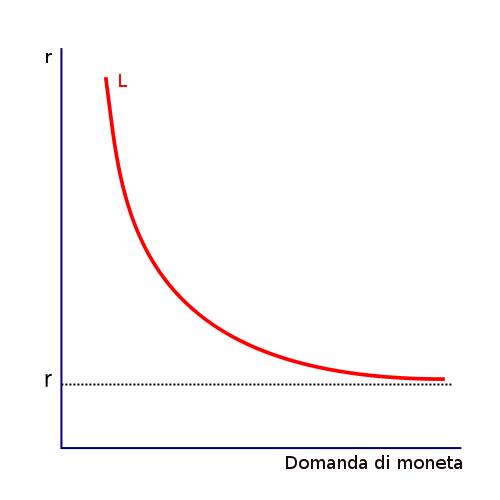
La curva della preferenza per la liquidità. Quando il tasso di interesse diventa molto basso, scatta la "trappola della liquidità"

Per capire le conseguenze della teoria della preferenza per la liquidità nella politica monetaria, bisogna analizzare un tratto peculiare della curva della funzione della preferenza per la liquidità, ovvero il tratto in cui scatta la cosiddetta trappola della liquidità.
A un livello molto basso del tasso di interesse, infatti, secondo la teoria scatterà un meccanismo psicologico per cui, pur aumentando le autorità monetarie l'offerta di moneta, il tasso di interesse non scenderà ulteriormente. Infatti, a quel livello critico, non vi saranno operatori che "crederanno" ad un ulteriore ribasso del tasso, e domanderanno tutta la moneta offerta senza opporre alcuna resistenza.
Inoltre, anche al di sopra del tasso critico, la politica monetaria non è molto efficace, perché nella teoria keynesiana titoli e moneta sono sostituti stretti, cosicché variazioni dell'offerta di moneta avranno comunque poca efficacia nell'influenzare il tasso di interesse.

## Critiche
Murray Rothbard nel suo libro Man, Economy, and State critica la teoria della liquidità keynesiana sostenendo che si tratta di un ragionamento circolare. Keynes sostiene che il tasso di interesse è determinato dalla preferenza per la liquidità, ma in pratica invece tratta poi il tasso di interesse come la causa determinante la preferenza per la liquidità. Rothbard scrive: "I keynesiani perciò trattano il tasso di interesse non come determinato dalla preferenza per la liquidità, ma piuttosto come una sorta di forza misteriosa e inspiegata che si impone sugli altri elementi del sistema economico". 

Altre critiche provengono da esponenti della scuola post-keynesiana, come Alain Parguez della Université de Franche-Comté (creatore della  Teoria del Circuito Monetario) che sostiene si deve rifiutare la teoria della preferenza per la liquidità perché manca di ragionevoli evidenze empiriche nell'economia monetaria reale.